# Nacionālā enciklopēdija
Nacionālā enciklopēdija – encyklopedia powszechna w języku łotewskim, poruszająca tematy z różnych dziedzin wiedzy. Jest tworzona pod auspicjami Biblioteki Narodowej Łotwy, a treści nadzoruje Nacionālās enciklopēdijas padome.
Projekt stworzenia krajowej encyklopedii zapoczątkowano w 2014 roku. Na jego realizację w latach 2014–2018 przeznaczono 1 100 000 euro. W skład rady redakcyjnej wchodzi redaktor naczelny, czterech redaktorów i 55 konsultantów fachowych.
W październiku 2018 r. ukazało się wydanie papierowe encyklopedii. Wydany tom ma charakter tematyczny – artykuły w nim zawarte poświęcono Łotwie. Na 864 stronach znajduje się ponad 200 artykułów i ponad tysiąc ilustracji. Nakład wynosił początkowo 3 tys. egz., przy czym zaplanowano dodrukowanie kolejnych egzemplarzy.
W grudniu 2018 r. encyklopedia została udostępniona w wersji elektronicznej. Wersja elektroniczna ma charakter ogólnotematyczny, w lutym 2021 r. zawierała 2322 hasła o kulturze światowej, nauce, gospodarce itp.